# Gehypochthoniidae
Gehypochthoniidae zijn  een familie van mijten. Bij de familie is één geslacht met negen soorten ingedeeld.